# Ibooks
Ibooks (i kommersiella sammanhang skrivet iBooks) är en applikation som det amerikanska datorföretaget Apple har skapat till sina produkter Ipad och Iphone. Ibooks innehåller även e-handeltjänsten Ibookstore där man kan köpa e-böcker, vilka sedan sparas i en virtuell bokhylla där de är valbara för läsning. Applikationen har även i senare versioner fått stöd för visning av filer i filformaten Epub och PDF.